# 尼泊尔共产党（联合马克思主义）
尼泊尔共产党（联合马克思主义）是尼泊尔的一个已不存在的共产主义政党。该党成立于2005年9月15日，由尼泊尔共产党（联合） (1991年)和尼泊尔共产党（马克思主义） (1991年)合并而成。2013年4月，该党和尼泊尔共产党（统一）、尼泊尔共产党马列（社会主义者）、尼泊尔马克思主义共产党、反叛马列、独立思想团体合并为尼泊尔共产党 (2013年)。该党的主席是Hemanta B.C.，秘书长是Lok Narayan Subedi。该党的青年翼是尼泊尔进步学生联合会，工会翼是尼泊尔进步工会联合会。